# باکهرست هیل
باکهرست هیل (به انگلیسی: Buckhurst Hill) یک شهرک و محله مدنی در بریتانیا است که در Epping Forest واقع شده‌است. باکهرست هیل ۱۱٬۳۸۰ نفر جمعیت دارد.